# Danka Barteková
Danka Barteková (Trenčín, 19 de outubro de 1984) é uma atiradora desportiva eslovaca. Barteková foi oitava classificada na prova de skeet feminino nos Jogos Olímpicos de Verão de 2008 e alcançou o bronze quatro anos mais tarde na mesma competição das Olimpíadas de 2012.
Em 2012, foi eleita para a Comissão de Atletas do Comité Olímpico Internacional, sendo membro do COI durante oito anos.